# Erving's Location
Erving's Location es un municipio ubicado en el condado de Coös en el estado estadounidense de Nuevo Hampshire. En el año 2010 tenía una población de 0 habitantes y una densidad poblacional de 0 personas por km².

## Geografía
Erving's Location se encuentra ubicado en las coordenadas 44°48′3″N 71°20′38″O / 44.80083, -71.34389. Según la Oficina del Censo de los Estados Unidos, el municipio tiene una superficie total de 9.51 km², de la cual 9,51 km² corresponden a tierra firme y (0 %) 0 km² es agua.

## Demografía
Según el censo de 2010, había 0 personas residiendo en Erving's Location. La densidad de población era de 0 hab./km². De los 0 habitantes, Erving's Location estaba compuesto por el 0 % blancos. Del total de la población el 0 % eran hispanos o latinos de cualquier raza.